# Ulrich Kirchhoff
Ulrich Kirchhoff (n. 9 august 1967, Lohne, Republica Federală Germania, Germania) este un sportiv ce a reprezentat Germania, medaliat olimpic. A participat la 2 ediții ale Jocurilor Olimpice (1996, 2016) în care a câștigat două medalii de aur.